# تپه کانی هنگ زال
تپه کانی هنگ زال مربوط به کالکولتیک (مس‌سنگی) ـ هزاره اول (پیش از میلاد) - دوره اسلامی قرن ۶ تا ۸ ه.ق است و در شهرستان تکاب، بخش تخت سلیمان، دهستان ساروق، روستای خارخار واقع شده است. این اثر در تاریخ ۳۰ دی ۱۳۸۵ با شمارهٔ ثبت ۱۶۷۷۳ به عنوان یکی از آثار ملی ایران به ثبت رسیده است.